# Hosed
Hosed auch Hossed, Hosat oder Husat (gestorben 1010) war von 1001 bis 1010 Abt des Klosters Corvey.
Über sein Leben vor der Übernahme der Abtswürde ist nichts bekannt. 
Kurz nachdem Heinrich II. König geworden war, besuchte dieser zusammen mit seiner Frau Kunigunde und zahlreichen Großen Corvey. Das Königspaar beschenkte das Kloster und Heinrich II. bestätigte ihm alle alten Privilegien. Ein zweites Mal besuchte Heinrich 1005 Corvey. 
Hosed ließ zur Erinnerung an Widukind von Corvey ein Denkmal errichten. Er musste miterleben, dass das Kloster durch einen Blitz in Brand gesteckt und zum Großteil zerstört wurde. Dies traf ihm offenbar zutiefst, da er Corvey verließ und – seelisch krank – in einem anderen Kloster bald verstarb.